# Karagözlüové
Karagözlüové nebo Kara Gözlu (turecky Karagözlü, ázerbájdžánsky plurál: Qaragözlülər persky قراگوزلو → Qragūzlū, doslovně: Černoocí) jsou menší turkický kmen žijící v Ázerbájdžánu a Íránu. Jsou přiřazeni k jižní sub-etnické skupině Ázerbájdžánců, afghánské větve oghuzů. Karagözlüové mluví jazykem Karagözlü, což je jižní dialekt jazyka ázerbájdžánského – Torki. Jsou přívrženci větve ší'itského islámu.

## Krátké dějiny
Karagözlüové představují menší turecký kmen žijící na území Ázerbájdžánu a perského v Jižního Ázerbájdžánu. Ve zdrojích se Karagözlüové poprvé vzpomínají v 16. století. Podle nich byli proslulými chovateli dobytka. V 18. století byli aktivními účastníky ve společenském životě Jižního Ázerbájdžánu.
Po úpadku Rúmského sultanátu ustavili Oguzské klany Bajatů, Afšarů a Begdiliů ší'itskou islámskou militantní skupinu pojmenovanou Kizilbašové, která vzkvétala v Anatolii a Kurdistáně. Tito Kizilbašové, se za účasti Tímúra-chána přestěhovali do Persie. Na území Jižního Ázerbájdžánu společně s dalšími tureckými kmeny z Anatolie přišel taky kmen Šamliů. Šamliové byli jeden z původních a nejsilnějších kmenů Kizilbašské unie. Byli nejdůležitější v počtu, a tak jméno Kizilbaš bylo obvykle používáno výhradně pro jejich označení. V tomto období se z původního pokolení větvě Šamliů vyčlenil klan Karagözlüů. Tímúr-chán tento klan připojil k Safíovské větve Hadžiliů. Kořeny Karagözlüů jsou převázané s Begdiliy a Afšarskými klany. Později, v období posledních příchozích usedlíků, v létě roku 1488 Šamliové uprchli do Ázerbájdžánu a Dagestánu.
Pojmenování Karagözlüů bylo převzato po jednom ze Šamliovských bejů. Karagözlüové se skládali z Hadžiliů, Ašikliů a ještě dalších kmenů. V Ázerbájdžánské republice jsou místní jména rajónů Davači (Šabran) a Zangilan spojena s touto komunitou. Rod Karagözlü se usadil v Íránském Hamadánu.